# Volcán Carihuairazo
El Carihuairazo es un volcán inactivo de Ecuador, en la cordillera occidental de los Andes. Está situado a solo 10 km del Chimborazo. Cuenta con tres picos; su cumbre principal que alcanza los 5.018 m, y dos picos menores, "Mocha" con 4.960 m y "Josefinos" de 4.900 m.
Su nombre proviene de las palabras quichua cari ("hombre"), hauaira ("viento") y razu ("nieve"), y según leyendas locales este perdió una batalla que mantuvo con el taita Chimborazo por conseguir el amor de la mama Tungurahua; por esta razón su cráter está descabezado.
Es una montaña muy visitada por los escaladores por tratarse de una ascensión relativamente fácil y que permite una buena aclimatación para atacar posteriormente picos más altos y difíciles.